# أبيدين دينو
أبيدين دينو (بالتركية: Abidin Dino) ولد أبيدين دينو في إسطنبول في 23 مارس عام 1913 وتوفى في باريس في 7 ديسمبر عام 1993. هو رسام تركي ورسام كاريكاتير وكاتب ومخرج أفلام. وهو ابن أخ صبرى دينو حارس المرمى المشهور بين لاعبي كرة القدم الأسطوريين والذي نشأ من طرف نادي بشكتاش.
إن أبيدين دينو الذي كان رجل ثقافه متعددة الجهات هو من رواد الرسم التركي المعاصر. فكان من رواد المجموعات الفنيه المسماة بأسماءالمجموعه دى ومجموعة المجددين. وقد فتح معارض في دول مثل فرنسا والجزائر والولايات المتحدة الأمريكية بجانب الذي فتحه في تركيا. وإشتغل بوظائف مثل الرئيس الشرفي لإتحاد الفنون التشكيليه الفرنسيه بالخارج واستشارى مجلة عالم الفن في نيويورك. عاش دينو الذي كان من المثقفين اليساريين فتره في المنفى في تركيا بسبب أفكاره السياسيه وواصل حياته في باريس اعتبارا من عام 1952. أخوه هو الشاعر عارف دينو وزوجته هي الكاتبه جوزين دينو.

## حياته

### أول أعوامه وحياته العلميه
ولد في إستانبول في 23 مارس عام 1913. وأبيدين هو ابن صافات هانم التي كانت شغوفه بالموسيقى والأدب مع السيد راسخ مدير ديوان المحاسبة وهو الطفل الخامس لعائلته. أمضى طفولته في أوروبا بعد أن كانت عائلته قد إستقرت عام ولادته في جنيف ومن بعدها فرنسا. وفي عام 1925 عاد مع عائلته إلى إسطنبول. وبدأ في التعلم في كلية روبرت. وبعد وفاة والده أولا ثم وفاة والدته فقد ترك باقي تعليمه بسبب شدة تعلقه بالفن وبدأ في تطوير نفسه في مجالات الرسم والرسم الكاريكاتيري والكتابة بمساندة أخيه الشاعر عارف دينو.

### الخطوة الأولى في التوجه إلى عالم الفن
نشرت أولى رسوماته في جريدة الغد وأولى كتاباته في مجلة أرتيست في بداية عام 1930. وفي هذه الأعوام رسم تصاميم أغلفة كتابيه المسميان بيت الموت، المدينة التي فقدت صوتها ناظم حكمت ولهذا تم قبوله رساما في ريعان شبابه. وحصل على إعجاب أتاتورك بحديثه الصحفي المزين بالرسوم والذي تناول موضوع أتاتورك والذي نشر في جريدة صديق الشعب.
وفي عام 1933 نال مكانا بين مؤسسي المجموعه الفنيه المسماة المجموعه دي. وهدف هذه المجموعه هو جلب التجديدات التي ستتنافس بحجمها مع التيارات المعاصرة التي في الغرب مستخدمه الرسوم باعتبارها هي المسيطره على الفكرة.

### تعليمه السينينائى
في نفس العام رأى سرجاي يوتكافيتش وهو من المخرجين المشهورين في الأتحاد السوفيتي رسوماته في إحدى المعارض والذي جاء إلى تركيا من أجل تصوير فيلم وثائقي باسم أنقرة قلب تركيا ومن ثم فانه أعجب بها. وتسائل أتاتورك والذي شاهد فيلم يوتكافيتش عما إذا كان يمكن أن ينشأ منه شابا تركيا. وهكذا طلب يوتكافيتش من دينو أن يأتي إلى الاتحاد السوفيتي بناء على عمله رساما ومصمم ديكور. وذهب دينو إلى الإتحاد السوفيتي بناء على تعليمه السينيمائي عام 1934 وبقى بها ثلاث أعوام. وطوال الثلاث أعوام وبجانب يوتكافيتش وسيرجي آيزنشتاين تلقى تعليما سينيمائيا بجميع جوانبه من الماكياج والديكور والنظام والسيناريو في مدينة سانت بطرسبرغ. وعمل في فيلم عمال المناجم والذي أخرجه يوتكافيتش وفي هذه الفترة قابلته الأفكار اليساريه. وبسبب الحرب العالمية الثانية وعندما أرسل الإتحاد السوفيتي جميع الطلاب الأجانب فقد إضطر إلى مغادرة سانت بطرسبرغ.
وبعد الإتحاد السوفيتي ذهب دينو إلى لندن ومن هناك إلى باريس. وعندما تقدم بطلب إلى مكتب باريس من أجل القتال ضمن الكتائب الدوليه للألوية المتطوعين الذين كانو في صف الجمهوريين في الحرب الداخليه التي في إسبانيا فإنه لم يقبل بسبب كون هزيمة الجمهوريين واضحه.
وقام بمجهودات في تصوير الفيلم باعتباره مصمم ديكور ورسام في باريس والتي إستقر بها عام 1937. وأسس صداقات مع الفنانين البارزين في هذه الفترة مثل جيرترود شتاين وتريستان تزارا وسيرجي آيزنشتاين وأندريه مالرو وبابلو بيكاسو.

### عودته إلى وطنه
عاد أبيدين دينو إلى تركيا عام 1939. وأسس مجموعة المجددين مع أصدقاءه عام 1941. وقد أثار المعرض الذي تناول موضوعين وهما افتتاح المجموعه والصيادين حول الميناء اهتماما كبيرا. وتناول دينو بأسلوبه الخاص في رسوماته أنماط القرويين والعمال والتي خرجت في طليعة الخطوط والأنماط. تأثر الفنان في البداية بالفنان بيكاسو وبعدها توصل في أعماله إلى أسلوب محلي خاص به.
دافع عن مظهر الفن الواقعي إلى جانب الشعب بخطوطه وكتاباته في مختلف المجلات. وقام هذا الفنان بإسهام كبير في إنشاء المجلة المسماة (علم الاجتماع الأدبي والفني) والتي ظهر أول عدد لها في 18 نوفمبر عام 1938 وبعد إغلاق هذه المجلة أنشأ مجلات أخرى عديده وهدفها أنه عندما تكون المجادلة مع الفاشية ممكنه فإنه يمكن تغيير تحركات أناس كثيره. وكان أحد الأعضاء الهامين في الحزب الشيوعي التركي.

### سنواته في المنفى
في عام 1941 والذي تم فيه افتتاح جريدة الميناء فإنه لأسباب سياسيه أرسل أبيدين دينو إالى المنفى أولا في مجيتوزو (جوروم) وبعدها في أضنة. وفي أضنة قام بإدارة جريدة الكلمة التركيه. وكتب مسرحيه بعنوان «الأصلع» ولكن سرعان ما صودرت المسرحيه. عمل الرسومات التي تناولت موضوع عاملي القطن في تشوكورأوفا وبدأ في الاهتمام بالتماثيل. وفي عام 1943 تزوج بالكاتبه والعالمه اللغويه دوزين دينو وعندما إنتهت مدة المنفى عاد إلى إسطنبول. وفي عام 1950 كتب سيناريو الفيلم المسمى «الغجر» وتم حظر السيناريو.

### إستقراره في باريس
عندما تم رفع الحظر عن خروجه إلى خارج البلاد عام 1952 إستقر في باريس. واعتبارا من عام 1954 وطوال ثمان سنوات فقد إنضم إلى معارض صالون مايس التي في باريس. وفتح معارض في مدن مختلفه مثل فرنسا والجزائر وأمريكا. وعمل بعدة وظائف مثل الرئيس الشرفي لإتحاد الفنون التشكيلة في فرنسا واستشاري مجلة عالم الفن في نيو يورك. ونالت أعماله العديده مثل 'التعذيب', 'الخوف النووي', 'الحرب والسلام', 'العراة', 'المدن الأربعة', 'الجبل والبحر' مكانا في المقتنيات والمتاحف والمعارض المختلفه. ونال جائزة الفيلم الوثائقي والتي منحت له في ذكرى المخرج روبرت جوزيف فلاهيرتي من قبل أكاديمية الفنون التليفيزيونيه والأفلام الإنجليزيه عن فلمه الوثائقي المسمى «الهدف» والذي تناول موضوع كأس العالم لكرة القدم والذي أدير عام 1966.
وأثناء الأحداث الطلابيه فقد إنضم إلى التجمعات والمسيرات في شوارع باريس عام 1968 وإسترعى الأنشطة التي في الشوارع. وأظهر قسما من أعماله الباريسيه فاتحا أول معرض شخصي له والذي في تركيا عام 1969. وأختير رئيسا شرفيا لإتحاد الفنون التشكيليه الفرنسيه عام 1979. ومنح وسام الفرسان الذهبيه للأداب والفنون من وزراة الثقافة الفرنسيه عام 1989.
وبمرور الوقت فتح أبيدين دينو معارضه الخاصة في تركيا ومن بينها معارضه التي بعنوان «الأيادي، الأصابع، الالام، العجائب، القلق، الطماطم» (إسطنبول عام 1984. ويوجد له معرض «هذا العالم» (إسطنبول عام 1987. وتم وضع تمثاله المكون من الزخارف اليدويه في مدينة ماطشقا عام 1993. وفي نفس العام نشر كتابيه باسم 'بخلاف الشكل، رسم الألم '.
وفي عام 1990 خضع الفنان إلى تشخيص طبى لسرطان الغده الدرقيه وتوفى في باريس يوم 7 ديسمبر عام 1993. وأحضرت جنازته إلى إسطنبول ودفن في مدفن عائلته في مقبرة آشيان أسري.

## كتبه
- قصة حياه قصيره_ دار جان للنشر.
- بدونك كل شئ بلا لون_ دار جان للنشر.
- سنان_ سيره زاتيه خياليه_دار جان للنشر.
- قصة التلال السبع_دار جان للنشر.
- على رأس النظم_دار نشر شركة الفن الثقافي الائتماني الهيكلي.

## راجع أيضا
- م. شمهوس جوزل، أبيدين دينو الكتب الثلاثة 1913_1993, دار نشر الكتاب فبراير 2008 (3 مجلدات، 1246 صفحه).

## روابط خارجية
- أبيدين دينو على موقع IMDb (الإنجليزية)
- أبيدين دينو على موقع ميوزك برينز (الإنجليزية)
- أبيدين دينو على موقع ديسكوغز (الإنجليزية)
- أبيدين دينو على موقع قاعدة بيانات الفيلم (الإنجليزية)

- سيرته الذاتيه.
- المعرض.
- قاعدة بيانات الأفلام على الإنترنت لأبيدين دينو.
- دار جان للنشر.
- أبيدين دينو ومدينة سانت بطرسبرغ.
- لقاء مع بى بى سى التركيه عام 1984.